# Helmut Wittek
Helmut Wittek (1º maggio 1973) è un cantante e tecnico del suono tedesco. Da bambino ha una carriera di successo come voce bianca solista nel celebre Tölzer Knabenchor. Lavora quindi da adulto come tecnico del suono e studioso e ricercatore nel campo dell'ingegneria acustica.

## Biografia
Nato nel 1973, Helmut Wittek si unisce a sei anni al Tölzer Knabenchor di cui diviene voce bianca solista, protagonista di numerosi concerti e registrazioni.
Le registrazioni di Wittek come solista includono varie cantate di Bach e la Johannes-Passion (BWV 245) con Concentus Musicus Wien sotto la direzione di Nikolaus Harnoncourt (Teldec / Unitel); il Kleine Geistliche Konzerte (Capriccio) di Heinrich Schütz; e la Sinfonia n. 4 di Gustav Mahler con la Concertgebouw Orchestra Amsterdam sotto la direzione di Leonard Bernstein (Deutsche Grammophon). Lo si ricorda anche per la sua interpretazione del ruolo di Orlofsky ne Il pipistrello di Johann Strauss alla Nederlandse Opera per la direzione di Nikolaus Harnoncourt.
Dopo che la sua voce è stata soggetta alla sua mutazione naturale, Wittek continua a lavorare al Tölzer Knabenchor come insegnante di canto fino al 1996. Nel 1994-95 studia musicologia al "Musikwissenschaften" di Monaco, ma i suoi interessi lo indirizzano piuttosto agli studi di ingegneria acustica. Studia ingegneria del suono e del video alla Fachhochschule e Robert-Schumann-Hochschule di Düsseldorf dal 1996 al 1999, ricevendo il diploma di ingegnere. Consegue quindi la laurea magistrale presso l'Institut für Rundfunktechnik di Monaco nel 2000.
Dal 1998 Wittek lavora come tecnico del suono, mentre prosegue gli studi di specializzazione. Dal 2001 al 2005 è Research Engineer presso l'Institut für Rundfunktechnik di Monaco, Fields of Action: Wave Field Synthesis (CARROUSO), Psicoacustica e tecniche stereofoniche, supervisionando numerose tesi di laurea magistrale. Dal 2002 è dottorando presso l'Istituto di registrazione del suono presso l'università del Surrey (Dr Rumsey, Dr Theile), conseguendo il titolo nel 2008. Dall'aprile 2005 Wittek è ingegnere addetto alle vendite e allo sviluppo presso la Schoeps Mikrofone GmbH di Karlsruhe in Germania, e dal marzo 2007 è responsabile dell'ingegneria e dell'assistenza tecnica presso la stessa azienda. Nel 2009 è diventato co-CEO della compagnia. 
Wittek è membro del VDT (Video Engineering Society) e dell'AES (Audio Engineering Society) e ha scritto numerosi articoli per le loro convenzioni internazionali. Tiene spesso conferenze e seminari pratici e offre corsi universitari come professore associato.